# نوجات
نوجات هي بلدة تقع في ولاية نونافوت،كندا.